# Luis Pasamontes
Pasamontes  Rodríguez est un nom espagnol. Le premier nom de famille, en général paternel, est Pasamontes ; le second, en général maternel, souvent omis, est Rodríguez.
Luis Pasamontes Rodríguez est un coureur cycliste espagnol, né le 2 octobre 1979 à Cangas del Narcea, dans la Principauté des Asturies.

## Biographie
Luis Pasamontes est passé professionnel en 2003 dans l'équipe espagnole Relax-Fuenlabrada. Il remporta sa première victoire l'année suivante lors du Memorial Galera Ciudad de Armilla, peu après avoir terminé vingtième de son premier Tour d'Espagne. Vingt-huitième de cette épreuve en 2005, il fut recruté par l'équipe belge Unibet.com. Il ne remporta pas de victoire avec sa nouvelle formation en 2006, mais fut deuxième du Tour de Grande-Bretagne. En 2007, Unibet.com intégra le ProTour mais fut exclu de certaines épreuves du circuit, notamment des grands tours. Luis Pasamontes remporta néanmoins le classement de la montagne du Tour de Catalogne, ainsi que la première étape du Tour de Wallonie.
L'équipe Unibet étant dissoute, il s'est engagé pour 2008 avec la Caisse d'Épargne.

## Palmarès

### Palmarès amateur
- 2002
  - Trophée Guerrita
  - Tour de Tolède :
    - Classement général
    - 3e étape

  - 3e du Tour de Salamanque

### Palmarès professionnel
- 2004
  - Mémorial Manuel Galera
- 2006
  - 2e du Tour de Grande-Bretagne
- 2007
  - 1re étape du Tour de Wallonie

## Résultats sur les grands tours

### Tour de France
1 participation
- 2009 : 39e

### Tour d'Italie
2 participations
- 2008 : 36e
- 2011 : 51e

### Tour d'Espagne
4 participations
- 2004 : 20e
- 2005 : 28e
- 2008 : 35e
- 2010 : 47e

## Classements mondiaux
| Année            | 2005 | 2006 | 2007 | 2008 | 2009 | 2010 | 2011 | 2012 |
| ---------------- | ---- | ---- | ---- | ---- | ---- | ---- | ---- | ---- |
| UCI America Tour |      |      |      |      |      |      |      | 327e |
| UCI Europe Tour  | 304e | 182e |      |      |      |      |      |      |